# مونتالتو دورا
مونتالتو دورا (به ایتالیایی: Montalto Dora) یک کومونه در ایتالیا است که در استان تورین واقع شده‌است. مونتالتو دورا ۷٫۵ کیلومترمربع مساحت و ۳٬۴۳۹ نفر جمعیت دارد و ۲۵۲ متر بالاتر از سطح دریا واقع شده.